# Tullbergia clavata
Tullbergia clavata är en urinsektsart som beskrevs av Wills 1934. Tullbergia clavata ingår i släktet Tullbergia och familjen Tullbergiidae. Inga underarter finns listade i Catalogue of Life.